# Carte du ciel mobile

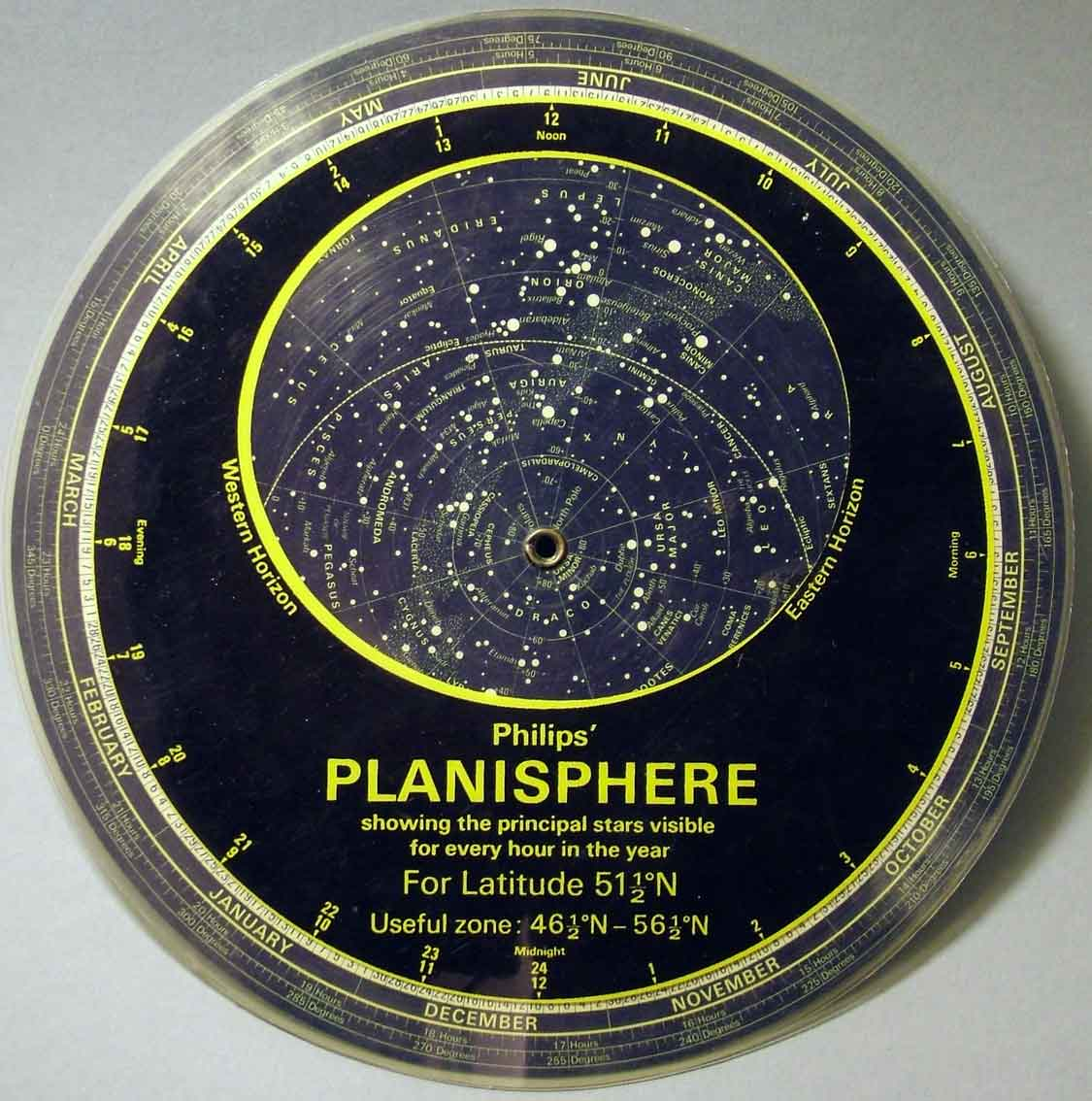
Carte du ciel simplifiée. (planisphère)

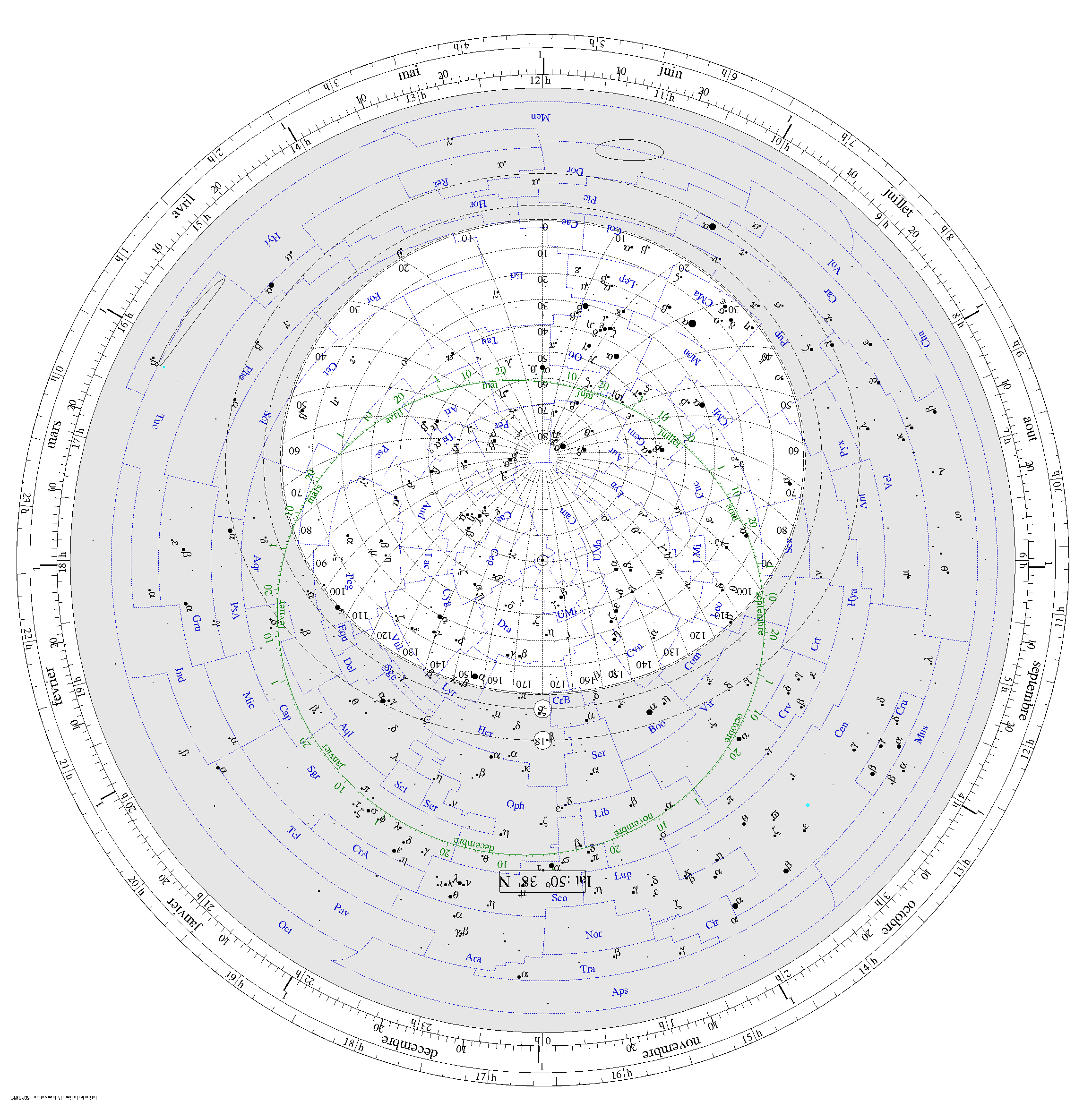
Carte du ciel-astrolabe représentant le ciel de Liège, le 30 janvier vers 20 heures.

Une carte du ciel mobile, carte céleste mobile, cherche-étoiles ou planisphère, est un instrument utilisé par les astronomes amateurs pour se repérer dans le ciel nocturne.  

## Définitions

### Centré sur un hémisphère
Il s'agit d'une version moderne et généralement volontairement simplifiée de l'astrolabe.  Elle consiste habituellement en une projection stéréographique (ou autre) de la voûte céleste, centrée sur un pôle, comprenant les principales constellations, imprimée sur du carton ou du plastique sur laquelle on peut faire tourner un transparent sur lequel est projeté l'horizon local.  La voûte céleste est graduée sur le pourtour avec les jours de l'année et le transparent est gradué en heures du jour.  En faisant correspondre l'heure et la date, on obtient la partie visible du ciel à ce moment précis.  Le transparent est adapté à la latitude du lieu d'observation. La carte étant conçue pour être tenue au-dessus de l'observateur, en avant plan du ciel, les directions est-ouest sont inversées par rapport à une carte géographique standard.
Il s'agit d'une version papier des logiciels d'astronomie du style des planétariums virtuels.
Certaines de ces cartes, comme les astrolabes d'antan, comportent de nombreuses graduations qui permettent d'effectuer des calculs astronomiques.  On s'en sert comme d'un nomogramme (abaque).  On peut non seulement déterminer l'heure du lever ou du coucher du Soleil ou d'une étoile précise, un jour particulier, mais aussi son passage à un endroit spécifique dans le ciel.

### Planisphère des deux hémisphères

Planisphère de partition du ciel en constellations

Un planisphère céleste peut aussi être une représentation sur un plan de la sphère céleste, partagée en deux hémisphères par l’équateur.

## Principe de fonctionnement
En alignant l'heure (inscrite sur le disque horaire) et un jour (inscrit sur la carte du ciel), en fait, on additionne deux angles : l'angle dû à la rotation journalière et l'angle dû à la révolution annuelle.  Ce second angle correspond à l'accumulation des retards du Soleil : le jour civil (solaire moyen) faisant 24 heures alors que le jour sidéral fait 23 heures 56 minutes..., le Soleil prend environ 4 minutes de retard chaque jour.  En 15 jours, il aura pris une heure de retard ; en 12 mois, 24 heures.